# Пулитцеровская премия за международный репортаж
Пулитцеровская премия за международный репортаж (англ. Pulitzer Prize for International Reporting) — номинация Пулитцеровской премии, существующая с 1948 года. В 1942—1948 годах международную повестку относили к номинации «За телеграфный репортаж (международная)».

За выдающийся пример освещения международных событий в ежедневных, воскресных или, по крайней мере, еженедельных газетах Соединённых Штатов.Оригинальный текст (англ.)For a distinguished example of reporting of international affairs in a United States newspaper, published daily, Sunday or at least once a week, during the year.

## История
С момента создания Пулитцеровской премии жюри и попечительский совет неоднократно подчёркивали важность международной журналистики. Но отдельной номинации для зарубежных материалов не существовало. Так, первую Пулитцеровскую премию за освещение международных событий получил Герберт Байяр Своуп, представивший серию материалов «Внутри Германской империи» в номинации «За лучший репортаж» в 1917 году. Награждение подчеркнуло важность международной журналистики, но в последующие 12 лет лауреатами становились работы, освещавшие национальные и локальные проблемы. Только в годы перед Второй мировой войны работы лауреатов стали освещать международные события, в частности, в номинации «За карикатуру».
В 1924—1933 годах премия стала неотъемлемой частью профессии и начала восприниматься как индикатор достижений журналиста. По мнению ряда исследователей, это произошло во многом благодаря номинированным международным материалам, представленным в разных категориях. Например, с 1929 выделили отдельную номинацию для корреспондентов, куда нередко относили международные репортажи. В 1942 году в дополнение к ней попечительский совет учредил номинацию «За телеграфный репортаж — международный». Она была создана, чтобы отметить выдающиеся материалы военных журналистов, депеши и сообщения которых освещали события в зонах боевых действий. Тем не менее жюри премии с трудом разделяло номинантов между категориями, а в последние годы Второй мировой войны участников обеих номинаций назначали члены единого жюри.
В 1948 году две категории «За корреспонденцию» и «За телеграфный репортаж (международная)» объединили в одну — «За освещение международной темы».
Соотношение регионов, освещённых материалами лауреатов Пулитцеровской премии за освещение международной темы, по состоянию на 2016 год

## Лауреаты

### Премия за телеграфный репортаж (международная)
| Год  | Издание                            | Лауреат              | Комментарий                                                                                    |
| ---- | ---------------------------------- | -------------------- | ---------------------------------------------------------------------------------------------- |
| 1942 | Associated Press                   | Лоуренс Эдмунд Аллен | За репортажи о британском Средиземноморском флоте                                              |
| 1943 | Североамериканская газета Alliance | Айра Волферт         | За серию статей о битве у Соломоновых остроовов                                                |
| 1944 | Associated Press                   | Дэниел де Люс        | За репортажи 1943 года                                                                         |
| 1945 | The Baltimore Sun                  | Марк Скиннер Уотсон  | За репортажи из Вашингтона, Лондона, а также с французского и итальянского фронтов в 1944 году |
| 1946 | New York Herald Tribune            | Гомер Бигарт         | За военные репортажи с Тихоокеанского театра военных действий                                  |
| 1947 | Associated Press                   | Эдди Гилмор          | За репортажи из Москвы в 1946 году                                                             |

### Премия за международный репортаж
| Год  | Лауреат                                                                          | Издание                                                                           | Комментарий |
| ---- | -------------------------------------------------------------------------------- | --------------------------------------------------------------------------------- | --- |
| 1948 | Пол Уорд                                                                         | The Baltimore Sun                                                                 | За серию статей «Жизнь в Советском Союзе», опубликованных в 1947 году |
| 1949 | Прайс Дэй                                                                        | The Baltimore Sun                                                                 | За серию из 12 статей «Эксперимент в области свободы: Индия и её первый год независимости» |
| 1950 | Эдмунд Стивенс                                                                   | Christian Science Monitor                                                         | За серию «Россия без цензуры», написанных в трёхлетней командировке в Москве |
| 1951 | Киз Бич, Гомер Бигарт, Маргарита Хиггинс, Релман Морин, Фред Спаркс, Дон Уайтхед | Chicago Daily News, New York Herald Tribune, Associated Press, Chicago Daily News | За качественное освещение международных событий в течение года |
| 1952 | Джон М. Хайтауэр                                                                 | Associated Press                                                                  | За качественное освещение международных событий в течение года |
| 1953 | Остин Вервейн                                                                    | Milwaukee Journal                                                                 | За серию статей о Канаде |
| 1954 | Джим Г. Лукас                                                                    | Scripps-Howard Newspapers                                                         | За репортажи о Корейской войне и 26 месяцев выдающейся службы военным корреспондентом |
| 1955 | Гаррисон Солсбери                                                                | The New York Times                                                                | За серию статей «Россия перестраивается», основанную на шести годах работы корреспондентом New York Times в России |
| 1956 | Уильям Рэндольф Херст-младший, Джозеф Кингсбери-Смит, Фрэнк Коннифф              | International News Service                                                        | За серию эксклюзивных интервью с лидерами Советского Союза |
| 1957 | Рассел Джонс                                                                     | United Press International                                                        | За освещение «венгерского восстания против коммунистического господства» |
| 1958 | сотрудники New York Times                                                        | New York Times                                                                    | За выдающееся освещение международных событий |
| 1959 | Джозеф Мартин, Филипп Сантора                                                    | New York Daily News                                                               | За эксклюзивную серию статей, раскрывающих жестокость правительства Фульхенсио Батисты на Кубе |
| 1960 | Абрахам Розенталь                                                                | New York Times                                                                    | За репортаж из Польши |
| 1961 | Линн Хайнцерлинг                                                                 | Associated Press                                                                  | За его репортажи в чрезвычайно сложных условиях кризиса в Конго и анализ событий в других частях Африки |
| 1962 | Уолтер Липпман                                                                   | New York Herald Tribune Syndicate                                                 | За интервью 1961 года с первым секретарём ЦК КПСС Никитой Хрущёвым |
| 1963 | Харольд Хендрикс                                                                 | The Miami News                                                                    | За репортажи, подтверждавшие установку советских пусковых установок на Кубе и пересылку на остров самолётов МИГ-21 |
| 1964 | Малкольм Браун, Дэвид Хэлберстам                                                 | Associated Press, New York Times                                                  | За репортажи о войне во Вьетнаме и свержении режима Нго Динь Зьема |
| 1965 | Джозеф Ливингстон                                                                | Philadelphia Bulletin                                                             | За доклады о росте экономической независимости государств Восточной Европы, находящихся под давлением Советского Союза |
| 1966 | Питер Арнетт                                                                     | Associated Press                                                                  | За освещение войны во Вьетнаме |
| 1967 | Джон Хьюз                                                                        | Christian Science Monitor                                                         | За репортажи о попытке коммунистического переворота в Индонезии в 1965 году и о «последовавшей чистке» в 1965—1966 годах |
| 1968 | Альфред Френдли                                                                  | Washington Post                                                                   | За освещение войны на Ближнем Востоке 1967 года |
| 1969 | Уильям Туохи                                                                     | Los Angeles Times                                                                 | За военную корреспонденцию из Вьетнама в 1968 году |
| 1970 | Сеймур М. Херш                                                                   | Dispatch News Service                                                             | За освещение событий в деревне Мой Лай во время Вьетнамской войны |
| 1971 | Джимми Ли Хогланд                                                                | Washington Post                                                                   | За освещение борьбы с апартеидом в Южно-Африканской Республике |
| 1972 | Питер Р. Канн                                                                    | The Wall Street Journal                                                           | За освещение Индо-Пакистанской войны 1971 года |
| 1973 | Макс Франкель                                                                    | New York Times                                                                    | За репортаж о визите президента Никсона в Китай в 1972 году |
| 1974 | Хедрик Смит                                                                      | New York Times                                                                    | За репортажи о Советском Союзе в 1973 году |
| 1975 | Уильям Маллен, фотограф Ови Картер                                               | Chicago Tribune                                                                   | За освещение голода в Африке и Индии |
| 1976 | Сидней Шенберг                                                                   | New York Times                                                                    | За репортажи о приходе к власти в Камбодже красных кхмеров |
| 1977 | —                                                                                | —                                                                                 | — |
| 1978 | Генри Камм                                                                       | New York Times                                                                    | За свои рассказы о беженцах из Индокитая |
| 1979 | Ричард Бен Крамер                                                                | The Philadelphia Inquirer                                                         | За отчёты о событиях на Ближнем Востоке |
| 1980 | репортёр Джоэл Бринкли, фотограф Джей Мазер                                      | Louisville Courier-Journal                                                        | За рассказы из Камбоджи |
| 1981 | Шерли Кристиан                                                                   | Miami Herald                                                                      | За корреспонденцию из Центральной Америки |
| 1982 | Джон Дарнтон                                                                     | New York Times                                                                    | За репортаж из Польши |
| 1983 | Томас Фридман, Лорен Дженкинс                                                    | New York Times                                                                    | За освещение вторжения Израиля в Бейрут и его последствий |
| 1984 | Карен Эллиотт Хаус                                                               | Wall Street Journal                                                               | За серию интервью с королём Иордании Хусейном ибн Талалом |
| 1985 | Джош Фридман, Деннис Белл, Озье Мухаммед                                         | Newsday                                                                           | За серию о бедственном положении голодающих Африки |
| 1986 | Льюис Саймонс, Пит Кэри, Кэтрин Эллисон                                          | San Jose Mercury News                                                             | За свидетельства о вывозе за границу денежных средств президентом Маркосом |
| 1987 | Майкл Паркс                                                                      | Los Angeles Times                                                                 | За освещение событий в Южной Африке |
| 1988 | Томас Фридман                                                                    | New York Times                                                                    | За освещение событий в Израиле |
| 1989 | Билл Келлер                                                                      | New York Times                                                                    | За освещение событий в США |
| 1989 | Гленн Франкель                                                                   | Washington Post                                                                   | За репортажи из Израиля и с Ближнего Востока |
| 1990 | Николас Кристоф, Шерил ВуДанн                                                    | New York Times                                                                    | За репортажи о подавлении китайского демократического движения |
| 1991 | Кэрил Мерфи                                                                      | Washington Post                                                                   | За репортажи из оккупированного Кувейта |
| 1991 | Серж Шмеманн                                                                     | New York Times                                                                    | За освещение воссоединения Германии |
| 1992 | Патрик Дж. Слоян                                                                 | Newsday                                                                           | За репортажи о войне в Персидском заливе |
| 1993 | Джон Ф. Бёрнс                                                                    | New York Times                                                                    | За репортажи из Сараево и материалы об убийствах во время войны в Боснии и Герцеговине |
| 1993 | Рой Гутман                                                                       | Newsday                                                                           | За репортажи о нарушениях прав человека в Хорватии, Боснии и Герцеговине |
| 1994 | сотрудники The Dallas Morning News                                               | The Dallas Morning News                                                           | За серию расследований о насилии в отношении женщин в разных странах |
| 1995 | Марк Фриц                                                                        | Associated Press                                                                  | За репортажи об этническом насилии в Руанде |
| 1996 | Дэвид Род                                                                        | Christian Science Monitor                                                         | За освещение массовых убийств боснийских мусульман в Сребренице |
| 1997 | Джон Ф. Бёрнс                                                                    | New York Times                                                                    | За освещение талибанского режима в Афганистане |
| 1998 | сотрудники New York Times                                                        | New York Times                                                                    | За серию материалов о коррупции и наркоторговле в Мексике |
| 1999 | сотрудники Wall Street Journal                                                   | Wall Street Journal                                                               | За освещение российского финансового кризиса 1998 года |
| 2000 | Марк Шуфс                                                                        | The Village Voice                                                                 | За серию материалов об эпидемии СПИДа в Африке |
| 2001 | Ян Денис Джонсон                                                                 | Wall Street Journal                                                               | За репортажи о подавлении движения Фалуньгун китайскими властями |
| 2001 | Пол Салопек                                                                      | Chicago Tribune                                                                   | За освещение политических беспорядков и эпидемий в Африке |
| 2002 | Барри Беарак                                                                     | New York Times                                                                    | За освещение войны в Афганистане |
| 2003 | Кевин Салливан, Мэри Джордан                                                     | Washington Post                                                                   | За материалы о системе уголовного правосудия Мексики |
| 2004 | Энтони Шадид                                                                     | Washington Post                                                                   | За материалы о вторжении в Ирак |
| 2005 | Ким Мерфи                                                                        | Los Angeles Times                                                                 | За освещение борьбы с терроризмом в России |
| 2005 | Деле Олоджеде                                                                    | Newsday, Long Island                                                              | За материалы о геноциде в Руанде |
| 2006 | Джозеф Кан, Джим Ярдли                                                           | New York Times                                                                    | За материалы о системе правосудия в Китае |
| 2007 | сотрудники The Wall Street Journal                                               | Wall Street Journal                                                               | За материалы негативных последствиях китайского капитализма |
| 2008 | Стив Файнару                                                                     | Washington Post                                                                   | За серию статей о частных охранных подрядчиках в Ираке |
| 2009 | сотрудники New York Times                                                        | New York Times                                                                    | За освещение военных и политических проблем в Америке, Афганистане и Пакистане |
| 2010 | Энтони Шадид                                                                     | Washington Post                                                                   | За освещение событий в Ираке после вывода американских военных сил |
| 2011 | Клиффорд Дж. Леви, Эллен Барри                                                   | New York Times                                                                    | За репортажи о системе правосудия в России |
| 2012 | Джеффри Геттлман                                                                 | New York Times                                                                    | За доклады о голоде и конфликтах в Восточной Африке |
| 2013 | Дэвид Барбоза                                                                    | New York Times                                                                    | За разоблачение коррупции в китайском правительстве |
| 2014 | Джейсон Сзеп, Эндрю Маршалл                                                      | Reuters                                                                           | За сообщения о преследованиях мусульманского меньшинства в Мьянме |
| 2015 | сотрудники New York Times                                                        | New York Times                                                                    | За истории об эпидемии лихорадки Эбола в Африке |
| 2016 | Алисса Рубин                                                                     | New York Times                                                                    | За отчёты о притеснениях афганских женщин |
| 2017 | сотрудники New York Times                                                        | New York Times                                                                    | За материалы о путинском режиме в России |
| 2018 | Клэр Болдуин, Эндрю Маршалл, Мануэль Могато                                      | Reuters                                                                           | За репортажи о массовых убийствах во время кампании по борьбе с наркоторговлей президента Филиппин Родриго Дутерте |
| 2019 | Мэгги Майкл, Маад Аль-Зикри, Нариман Эль-Мофти                                   | Associated Press                                                                  | За серию статей о войне в Йемене |
| 2019 | Сотрудники Reuters заметный вклад внесли Ва Лон и Кяу Су Оо                      | Reuters                                                                           | За серию материалов об изгнании мусульманского меньшинства Рохинджа из Мьянмы |
| 2020 | коллектив New York Times                                                         | New York Times                                                                    | За разоблачение хищничества режима Владимира Путина |
| 2021 | Мегха Раджагопалан, Элисон Киллинг, Христо Бушек                                 | BuzzFeed News                                                                     | за серию понятных и убедительных историй, в которых использовались спутниковые снимки и архитектурная экспертиза, а также интервью с двумя десятками бывших заключенных, чтобы идентифицировать огромную новую инфраструктуру, построенную китайским правительством для массового содержания мусульман. |
| 2022 | Сотрудники The New York Times, в частности Азмат Хан                             | The New York Times                                                                | За мужественные и неустанные репортажи, которые раскрыли огромные потери среди гражданского населения в результате авиаударов под руководством США, бросившие вызов официальным отчетам об американских военных действиях в Ираке, Сирии и Афганистане                                                  |
| 2023 | Сотрудники The New York Times                                                    | The New York Times                                                                | За их решительное освещение вторжения России в Украину, включая восьмимесячное расследование гибели украинцев в городе Буча и российского подразделения, ответственного за убийства |
| 2024 | Сотрудники The New York Times                                                    | The New York Times                                                                | За широкомасштабное и разоблачительное освещение смертоносной атаки ХАМАС на юге Израиля 7 октября, провалов израильской разведки и широкомасштабного смертоносного ответа израильских военных в секторе Газа.                                                                                          |
| 2025 | Деклан Уолш и сотрудники The New York Times                                      | The New York Times                                                                | За разоблачительное расследование конфликта в Судане, включая репортажи о внешнем влиянии и подпитывающей его золоторудной торговле, а так же за шокирующие документальные свидетельства о преступлениях суданских сил, ответственных за зверства и массовый голод.                                     |